# Megachile acris
Megachile acris är en biart som beskrevs av Mitchell 1930. Megachile acris ingår i släktet tapetserarbin, och familjen buksamlarbin. Inga underarter finns listade i Catalogue of Life.